# Eugenia itapemirimensis
Eugenia itapemirimensis är en myrtenväxtart som beskrevs av Jacques Cambessèdes. Eugenia itapemirimensis ingår i släktet Eugenia och familjen myrtenväxter. Inga underarter finns listade i Catalogue of Life.